# Lumina soarelui în camera albastră
Lumina soarelui în camera albastră este o pictură din 1891 realizată de Anna Ancher, o pictoriță daneză inovatoare care a fost o figură centrală în cadrul pictorilor din Skagen. Cu multele nuanțe de albastru și lumina soarelui care se revarsă pe fereastra, pictura este una dintre cele mai proeminente lucrări ale sale.

## Istoria
Pictorii din Skagen a fost un grup de artiști danezi care s-au adunat în fiecare vară de la sfârșitul anilor 1870, în satul pescăresc Skagen, în nordul Iutlandei, pictând pescarii locali, întâlnirile și sărbătorile lor. Anna Ancher născută Brøndum, fiica proprietarului hanului din Skagen, a fost singurul membru al grupului din Skagen. Inspirată de lucrările artiștilor care și-au petrecut vara la han, ea a decis să preia pictura ca profesie într-un moment în care femeile nu erau admise la Academia Regală daneză de arte frumoase. În 1880, s-a căsătorit cu Michael Ancher, unul dintre cei mai productivi membri ai grupului. Spre deosebire de ceilalți pictori care au reprezentat pescarii locali și peisajele în aer liber, lucrările Annei erau în principal interioare și portrete ale prietenilor și familiei.

## Descrierea picturii
După cum este indicat de titlul complet: Lumina soarelui în camera albastră. Helga Ancher tricotând în salonul bunicii, pictura o prezintă pe fiica Annei, Helga tricotând în camera bunicii ei. Cu spatele la observator, copilul este ocupat croșetând. În ciuda subiectului comun, pictura este una dintre cele mai captivante capodopere ale Annei Ancher, cu multe nuanțe de albastru și cu simțul liniștii pe care îl transmite. Lipsită de acțiune, tema este, în esență, legată de jocul de lumină din cameră. Singura indicație a lumii exterioare este lumina care strălucește prin fereastră. Mette Bøgh Jensen, curator al Muzeului Skagen, explică faptul că picturile interioare ale lui Anna Ancher sunt „mai mult despre culoare și lumină decât despre orice altceva”. Interesul principal al artistei este „nu în replicarea realității din încăpere sau a peretelui, sau chiar a luminii, ci mai degrabă ceea ce a rămas când aceste lucruri sunt îndepărtate și tot ceea ce rămâne este culoarea și forma”. Bøgh Jensen continuă: „Arta Annei Ancher nu este diferită de cea a oricui altcuiva. În esența sa este legată de lumea specială a motivelor din Skagen: familiile pescarilor, culegătorii, cei care culeg buruienile, culorile speciale și strălucirea luminii de vară.”
În Dicționarul femeilor artist, Delia Gaze evaluează realizările Annei Ancher ca fiind remarcabile „în modernitatea idiomului său, cu formele sale reduse, abstractizate și culori îndrăznețe expresive, care o deosebeau ca una dintre cele mai inovatoare pictorițe din generația ei, depășind majoritatea colegilor de sex masculin, inclusiv pe soțul ei”.